# Homogenizace
Homogenizace je proces, při kterém se díky promíchání dosáhne z původní směsi stejnorodé látky.
Tento proces je asi nejznámější při homogenizaci mléka. K tomuto procesu je používán stroj zvaný homogenizátor. Je to pístové čerpadlo, které pod velmi vysokým tlakem nutí mléko, které je v podstatě emulze drobných tukových částic, rozptýlených ve vodě, vysokou rychlostí turbulentně proudit těsnou štěrbinou nebo tryskou. Při tom procesu se zmenší velikost tukových částic a mléko se zdá být krémovitější (tučnější), než ve skutečnosti je. Na stejném principu se běžně homogenizují i jiné emulze, například vosky na leštění karoserií automobilů.